# Нова Бурма
Нова Бурма́ (рос. Новая Бурма, башк. Яңы Борма) — село (у минулому присілок) у складі Аскінського району Башкортостану, Росія. Входить до складу Аскінської сільської ради.
Населення — 189 осіб (2010; 246 у 2002).
Національний склад:
- башкири — 46 %
- росіяни — 44 %